# تراکم شهری
تراکم شهری (انگلیسی: Urban density) موضوعی است که در برنامه ریزی شهری و طراحی شهری مورد استفاده قرار گرفته و در مورد تعداد افرادی است که در یک منطقه شهری شده ساکن‌اند. این موضوع باید از سنجش‌های دیگر تراکم جمعیت تفکیک شود. تراکم شهری یک عامل مهم در شناخت عملکرد شهرها است. تحقیقات مرتبط با تراکم شهری در زمینه‌های گوناگونی مانند اقتصاد، سلامت، نوآوری، روانشناسی و جغرافیا و همچنین پایایی  صورت گرفته‌است.

## پایداری
به‌طور واضح ثابت شده‌است که شهرهای با تراکم بالاتر، پایدارتر از شهرهای با تراکم پایین هستند. تئوری‌های برنامه ریزی شهری زیادی، به خصوص در آمریکای شمالی، بریتانیا، استرالیا و نیوزیلند پروژه افزایش تراکم شهری را توسعه بخشیده‌اند مانند شهرنشینی جدید، توسعه با جهت گیری عبور و مرور، و رشد هوشمند.
با این حال، پیوند بین تراکم شهری و جنبه‌های پایایی  یک زمینه رقابتی در تئوری برنامه‌ریزی را باقی می‌گذارد. بسیاری از متخصصین در موضوع شهرنشینی پایدار مانند جان گل، طراح شهری برجسته، بیان می‌کند که شهرهای پراکنده شده با تراکم کم پایدار نیستند زیرا که وابسته به اتومبیل هستند. یک اقلیت، مانند رندی اُتول از مؤسسه کیتو، بیان می‌کند که افزایش تراکم باعث افزایش قیمت ملک‌ها، ازدحام بیشتر خیابان‌ها و آلودگی هوای منطقه‌ای بیشتر می‌شود. بقیه بیان می‌کنند که ازدحام ترافیک نتیجه تراکم جمعیت نیست بلکه به علت ظرفیت پارکینگ‌ها می‌باشد. به بیان دیگر، واضح است که یک همبستگی بین مصرف انرژی کل شهر و تراکم کلی شهری آن دیده می‌شود برای مثال هرچقدر تراکم کمتر باشد انرژی بیشتری مصرف می‌شود.

## سنجش
تراکم شهری سنجش بسیار خاصی از جمعیت یک ناحیه شهری به جز زمین‌های دارای کاربری غیر شهری است. کاربری‌های غیر شهری شامل فضای باز منطقه‌ای، نواحی کشاورزی و آبی است.
تنوعی از راه‌های دیگر سنجش تراکم نواحی شهری وجود دارد:
- نسبت مساحت کف - مساحت کلی کف ساختمان‌ها که توسط قطعه بندی‌های متعدد زمین که در هر کدام از آن‌ها ساختمان‌هایی ساخته شده‌اند، تقسیم شده‌است.
- تراکم مسکونی - تعداد واحدهای مسکونی در هر منطقه داده شده
- تراکم جمعیت - تعداد افراد در هر منطقه داده شده
- تراکم کار - تعداد شغل‌ها در هر منطقه داده شده
- تراکم ناخالصی - هر شکل تراکمی برای یک منطقه داده شده از زمین که شامل کاربری‌هایی است که لزوماً مرتبط با موضوع نیستند (معمولاً راه‌ها و ساخت و سازهای حمل و نقلی دیگر)
- تراکم شبکه‌ای - یک شکل تراکم برای منطقه داده شده از زمین به جز زمین‌هایی که به‌طور مستقیم با آن در ارتباط نیستند.
- تراکم سنگین - یک اندازه از تراکم که تراکم قسمت‌هایی که متوسط شهروندان در آن زندگی می‌کنند را مورد سنجش قرار می‌دهد. این فاکتور توسط محاسبه تراکم استاندارد هر رشته سرشماری، تعیین کردن یک وزن برای هرکدام مساوی با تقسیم جمعیت کلی آن و سپس اضافه کردن بخش‌ها مشخص می‌شود.